# Бальмаседа, Хосе Мануэль
Хосе Мануэль Бальмаседа Фернандес (исп. José Manuel Balmaceda Fernández; 19 июля 1840, Санто-Доминго — 18 сентября 1891) — президент Республики Чили (1886—1891).

## Ранние годы
Хосе Мануэль Бальмаседа родился 19 июля 1838 года в селении Букалему, неподалёку от г. Санто-Доминго и был старшим в семье Мануэля Хосе Бальмаседы, богатого промышленника и латифундиста, представителя кастильско-баскской аристократии в Чили. Семья владела целым рядом промышленных и сельскохозяйственных предприятий. В 1849 году поступил в школу францисканских монахов, затем изучал богословие в университете Сантьяго, а позже присоединился к семейному бизнесу.

## Политическая деятельность
В 1864 г. Хосе Мануэль стал секретарём бывшего президента Чили М. Монтта. В том же году он был впервые избран депутатом парламента (1864–1867). 
В 1865 году он был одним из представителей чилийского правительства на всеобщем южноамериканском конгрессе в Лиме и после возвращения прославился как один из самых ярких ораторов в Национальном Конгрессе. 
В сотрудничестве с братьями Хусто и Доминго Артеага Алемпарте он основал популярную ежедневную газету «La Libertad». Также регулярно выступал с публицистикой в известном издании «Revista de Santiago», издал две монографии «Политическое решение в электоральной свободе» и «Церковь и государство». 
В 1869 г.  Бальмаседа вступил в «Клуб реформы» (Club de la Reforma), ставший впоследствии фундаментом Либеральной партии. Она выступала за свободу вероисповедания, поддержание светского характера государства, расширение политических прав отдельных граждан и организаций, невмешательство государства в избирательный процесс, что до 1861 г. позволяло оттеснять либералов от власти).
В 1870 году он вторично был избран депутатом парламента, затем являлся депутатом до 1882 года. При президенте от Либеральной партии А. Пинто (1876–1881 гг.) он был на дипломатической работе и, в частности, на посту посла Чили в Аргентине в 1878 г. убедил власти этой страны не вступать в Тихоокеанскую войну, которая грянула в 1879 г. и принесла Чили победу и 180 тыс. квадратных километров новых территорий в 1884 г.. Бальмаседа добился заключения секретного соглашения о том, что Аргентина во время войны будет соблюдать нейтралитет.
Этот успех позволил ему заслужить благодарность президента Д.Санта Марии, который назначил его сначала министром иностранных дел, а затем внутренних дел. В последней должности Бальмаседа способствовал законодательному закреплению  заключения гражданского брака (ранее он регистрировался только в церкви) и некоторых других законов, весьма неприятных для духовенства и Консервативной партии.

## Президентство
В  январе 1886 г.  при поддержке, Либеральной, Национальной и части Радикальной партии президент Д. Санта-Мария торжественно объявил Бальмаседу своим преемником  в театре «Одеон». Потенциальный соперник кандидата, Х.Ф. Вергара отказался баллотироваться на этот пост, и Бальмаседа был избран 324 голосами из 330 в коллегии выборщиков.
Несмотря на большой личностный потенциал, его властный характер, как считалось, делал его мало подходящим для этого поста. Американский экономист Эдвард Бурстин впоследствии писал об экономической программе президента:
Бальмаседа разработал широкую программу, предложив национализировать железные дороги, ликвидировать селитряную монополию английских капиталистов и создать национальные селитряные компании, акции которых не разрешалось бы передавать иностранцам. Он утверждал, что «нам следует инвестировать» поступления от разработки селитряных месторождений «в производственные предприятия, с тем чтобы после утраты селитрой своего значения в связи с открытием новых природных месторождений или успехами науки создать на основе национальной промышленности и государственных железных дорог новый источник доходов"…

### Программа реформ
Политическая программа президента была направлена на развитие страны через расширение инфраструктуры, строительство новых железных дорог, создание в городах работоспособной системы канализации, строительство школ, больниц, реорганизацию тюремной системы, введение общественных работ для сокращения безработицы. Индустриализация имела своей целью максимально освободить страну от британского доминирования и полуколониальной зависимости от добычи селитры. Эту отрасль, где доминировал английский капитал, он намеревался демонополизировать, чтобы «это преходящее богатство превратилось в стабильный источник доходов для всей страны".
Президент призвал церковь прекратить бесцельную богословскую войну и «гармонизировать отношения» со светскими властями. 
В идеологии Бальмаседа выступал за объединение либералов страны. Он расширил полномочия местных властей, увеличил электорат за счёт отмены имущественного ценза, ограничил президентское право вето.  
Бальмаседа активно начал реализовывать свои хозяйственные планы, выделив на поддержку общественных работ, строительство школ и колледжей около 10 млн фунтов стерлингов. 
6 млн было вложено в  строительство железных дорог на юге. Бальмаседа ограничил монополию английской железнодорожной компании в Тарапаке и договорился с Германией о получении кредита, что положило конец британской кредитной монополии в Чили и стало единственным займом, взятым Чили в XIX веке не в Великобритании.
Большое внимание было уделено укреплению военно-морских сил, в которые влились три новых крейсера, два торпедоносца. Были укреплены порты Талькауано, Вальпараисо, Икике. По иронии судьбы, именно флот через пару лет составил костяк антипрезидентского заговора.

### Конфликт с британцами
В1888 г. президент заявил, что намерен национализировать селитряные залежи, чтобы затем передать их в руки чилийских компаний, и отказался продавать англичанам государственные земли с залежами селитры. 
К 1890 г. экспорт селитры давал казне Чили больше половины сборов. За несколько лет после окончания инспирированной британцами Второй тихоокеанской войны их капиталы в Чили возросли более чем втрое. Англичане практически присвоили месторождения селитры. Поскольку при их экспроприации в 1875 г.  правительство Перу, в юрисдикции которой находились копи, выплатило компенсацию английским владельцам государственными ценными бумагами, а война   обесценила их стоимость на 90%, известный спекулянт, ставленник Ротшильдов Джон Томас Норт их скупил.  По окончании войны чилийское правительство решило вернуть залежи селитры «законным хозяевам», которых к тому моменту представлял Норт и его соотечественники.
«Селитряное и гуанное проклятие», которое ранее вызвало разложение в разбогатевшей перуанской элите, настигло Чили: расцвела коррупция среди чиновников и военных, которые в интересах английских предпринимателей и банков создавали законодательные лазейки для беспрепятственного вывоза капиталов за рубеж.
Иностранные монополии, имевшие среди своих акционеров и клиентов парламентскую элиту страны, решили опереться на неё в борьбе против Бальмаседы. Чиновников и политиков, сконцентрированных в парламенте — Национальном Конгрессе  — грубо подкупали.
Британские монополии с 1888 г. начали планировать государственный переворот. На их деньги на президента началась яростная атака в прессе и парламенте. Бальмаседу стандартно обвиняли в коррупции: раздаче выгодных госконтрактов приближённым.

### Попытки урегулирования
Бальмаседа попытался укрепить свои позиции на парламентских выборах 1888 г. Однако его доверенные лица, получив мандаты, предали его и примкнули к  оппозиции.
В 1889 году  Бальмаседа оказался в трудном положении при формировании правительства. Для утверждения кандидатур министров требовалась поддержка большинства в сенате и палате депутатов. Но кандидатуры президента заведомо не могли пройти голосование в Конгрессе. Тогда Бальмаседа заявил, что Конституция даёт ему право назначать министров единолично, без парламентского одобрения. 
В свою очередь Конгресс ожидал только подходящей возможности утвердить свой приоритет над президентской властью. В 1890 году выяснилось, что президент Бальмаседа решил назначить своего близкого друга в качестве преемника. Это привело к конфронтации, и конгресс отказался утвердить бюджет на обеспечение деятельности правительства. Бальмаседа согласился сформировать кабинет министров с учётом мнения конгресса при условии утверждения бюджета. Однако этот кабинет ушёл в отставку, когда министры поняли всю полноту конфликта между президентом и парламентом. Тогда Бальмаседа назначил кабинет министров без учёта мнения конгресса во главе с Клаудио Викуньей, которого — что не было тайной — Бальмаседа рассматривал как своего преемника. Чтобы избежать противодействия своим действиям, президент воздержался от созыва внеочередной сессии парламента для обсуждения проекта бюджета на 1891 год.

### Начало гражданской войны
1 января 1891 года Бальмаседа отказавшись созвать собрание Конгресса.
7 января 1891 г.  вице-президент сената Вальдо Сильва и президент палаты депутатов Рамон Баррос Луко взошли на борт одного из кораблей чилийского военно-морского флота в Вальпараисо, назначили командующим эскадрой Хорхе Монтта и в своей прокламации объявили правительство Бальмаседы вне закона, после чего президент объявлял Монтта и его сторонников предателями и призвал к формированию армии для подавления мятежников.  
Британские компании снабдили деньгами организаторов мятежа. В докладе посла США в Сантьяго указывалось: «Я могу упомянуть в качестве факта, представляющего особый интерес, то, что многие чилийцы относятся к Революции с симпатией, и во многих случаях, это происходит при активной поддержке англичан, находящихся в стране... Известно, что английские компании внесли значительные финансовые взносы в дело Революции. В частности, лидеры оппозиции открыто признали, что господин Джон Томас Норт выделил им сумму в 100 000 фунтов стерлингов на вооружённую борьбу с правительством».
Армия встала на защиту президента, а военно-морские силы -- Конгресса. Им помог Британский королевский флот, блокировавший побережье. Лондонская пресса называла чилийского президента «самым мерзким в истории человечества диктатором» и «палачом». При этом чилийский корреспондент «London Times» М. Херви 23 мая 1891 г. писал: «Невозможно отрицать, что подстрекателями, закулисными махинаторами, финансовыми спонсорами так называемой «революции» были и остаются английские или англо-чилийские владельцы нитратных месторождений».

## Политическое завещание
Чилийская гражданская война закончилась свержением Бальмаседы, три недели после сдачи Сантьяго "конгрессистам" укрывавшегося в посольстве Аргентины и покончившего жизнь самоубийством выстрелом из револьвера в голову 18 сентября, в годовщину своего восхождения на президентский пост. Семья президента  укрылась в посольстве США. Перед смертью президент составил «Политическое завещание», в котором предупредил: «Моя общественная жизнь закончена. Но я обязан написать своим друзьям и единомышленникам несколько слов о моём жизненном опыте и моих политических убеждениях… Победившая «революция» не даст стране свободу выборов и не установит мир между враждующими партиями. Подавление побеждённых создаст на краткий период затишье, но застарелая вражда и вопросы морали возродят старые расколы. … Только организация представительного народного правительства с независимыми властными полномочиями и мобильными оперативными средствами для осуществления своих функций смогут осуществлять волю народа, установить гармонию между различными ветвями власти в государстве. … Заботясь о судьбе Чили, я призываю к тому, чтобы жестокий опыт прошлого и жертвы настоящего побудили граждан к принятию реформ, которые принесли бы плоды в организации нового правительства, политике политических партий, свободной и независимой жизни и функционировании государственных властей и активной совместной деятельности, направленной на прогресс Республики».
Посол Великобритании сообщил в МИД: «Британская община в Чили не скрывает своего удовлетворения в связи с падением Бальмаседы, так как его победа могла бы нанести серьёзный ущерб британским коммерческим интересам». После свержения президента были резко сокращены государственные вложения в строительство дорог, железнодорожных путей, освоение новых земель, расходы на образование и общественные работы, в то время как британские компании укрепляли свой контроль над экономикой страны.